# Lipusz (gmina)
Lipusz – gmina wiejska w województwie pomorskim, w powiecie kościerskim. W latach 1975–1998 gmina położona była w województwie gdańskim.
W skład gminy wchodzi 8 sołectw: Bałachy, Gostomko, Lipuska Huta, Lipusz, Płocice, Szklana Huta, Śluza, Tuszkowy
Siedziba gminy to Lipusz.
Według danych z 30 czerwca 2011 gminę zamieszkiwało 4200 osób. Natomiast według danych z 31 grudnia 2017 roku gminę zamieszkiwało 3723 osoby.
1 stycznia 2015 zniesiono nazwę nieistniejącej osady Nowy Dwór (nr SIMC 1014576), która prawdopodobnie mogła się znajdować w sołectwach Tuszkowy lub Śluza, gdyż w historycznych wykazach miejscowości wskazywano, że najbliższa stacja kolejowa znajdowała się w miejscowości Róg. Miejscowość ta nigdy nie występowała w ewidencji ludności.

## Struktura powierzchni
Według danych z roku 2005 gmina Lipusz ma obszar 109,2 km², w tym:
- użytki rolne: 23%
- użytki leśne: 66%

Gmina stanowi 9,37% powierzchni powiatu.

## Historia
Gmina zbiorowa Lipusz została utworzona 1 sierpnia 1934 roku w powiecie kościerskim w woj. pomorskim z dotychczasowych jednostkowych gmin wiejskich: Gostomko, Lipusz, Płoczyce (główna część), Skwierawy, Śluza, Tuszki, Trzebuń (część), Kalisz (część), Grzybowo (część) i Loryniec (część) oraz z obszarów dworskich Tuszkowska Huta (główna część), Zdroje i Grzybowski Młyn (część), położonych na tych terenach, lecz nie wchodzących w skład gmin.
Podczas II wojny światowej do gminy Lipusz (Liebusch) włączono obszar zniesionej gminy Dziemiany (Sophienwalde). Ponadto 1 października 1944 od gminy Liebusch odłączono wsie Szklana Huta, Śluza i Tuszkowy (a także Dziemiany, Raduń i Trzebuń z przedwojennej gminy Dziemiany) na potrzeby poligonu Truppenübungsplatz Westpreußen.
Po wojnie powrócono do stanu administracyjnego sprzed wojny. 7 kwietnia 1945 roku gmina wraz z całym powiatem kościerskim weszła w skład nowo utworzonego woj. gdańskiego. Według stanu z dnia 1 lipca 1952 roku gmina składała się z 7 gromad: Gostomko, Lipusz, Płocice, Skwierawy, Szklana Huta, Śluza i Tuszki. Gmina została zniesiona 29 września 1954 roku wraz z reformą wprowadzającą gromady w miejsce gmin. Obszar gminy Dziemiany wszedł w skład gromad Lipusz (Lipusz, Śluza i Tuszkowy), Kalisz (Płocice i Szklana Huta) i Korne (Gostomko) w powiecie kościerskim oraz Nakla (Skwierawy) w powiecie kartuskim.
Gminę Lipusz reaktywowano w dniu 1 stycznia 1973 roku w powiecie kościerskim w woj. gdańskim. W skład gminy weszło 8 sołectw: Gostomko, Korne, Lipusz, Lipuska Huta, Płocice, Szklana Huta, Śluza i Tuszkowy. W porównaniu ze stanem z 1954 roku, gmina powięszyła się o sołectwo Korne (należące uprzednio do gminy Kościerzyna) kosztem sołectwa Skwierawy, które weszło w skład gminy Studzienice. 1 czerwca 1975 roku gmina znalazła się w nowo utworzonym mniejszym woj. gdańskim.
2 lipca 1976 roku gmina została zniesiona, a jej obszar połączono z gminą Dziemiany w nową gminę Dziemiany-Lipusz z siedzibą w Dziemianch, oprócz sołectw Gostomko i Korne, które równocześnie włączono do gminy Kościerzyna.
Gminę Lipusz reaktywowano 1 stycznia 1984 o nieco zmienionych granicach względem tych z 1976 roku. W jej skład weszły sołectwa Lipusz, Lipuska Huta, Płocice, Szklana Huta, Śluza i Tuszkowy ze zniesionej gminy Dziemiany-Lipusz oraz sołectwo Gostomko z gminy Kościerzyna. Poza gminą Lipusz, w gminie Kościerzyna, pozostało jedynie sołectwo Korne.

## Demografia

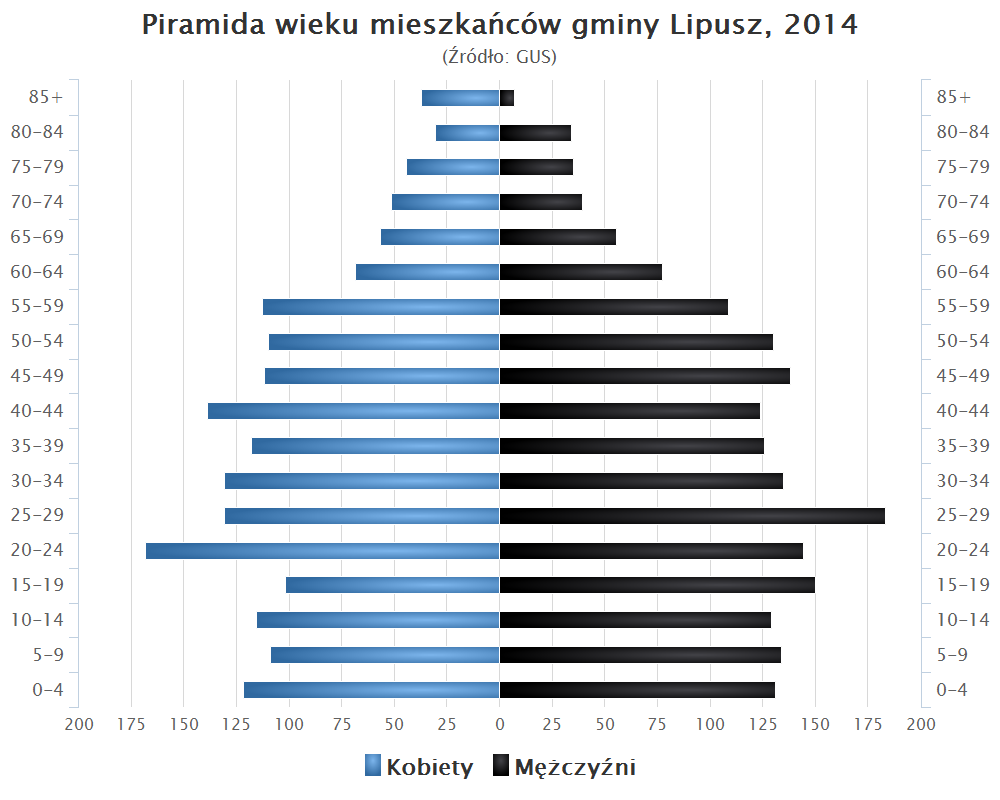
Piramida wieku mieszkańców gminy Lipusz w 2014 roku

Dane z 31 grudnia 2017 roku.
| Opis                              | Ogółem | Ogółem | Kobiety | Kobiety | Mężczyźni | Mężczyźni |
| --------------------------------- | ------ | ------ | ------- | ------- | --------- | --------- |
| Jednostka                         | osób   | %      | osób    | %       | osób      | %         |
| Populacja                         | 3 723  | 100    | 1 795   | 48,2    | 1 928     | 51,8      |
| Gęstość zaludnienia [mieszk./km²] | 34     | 34     | 16      | 16      | 18        | 18        |

## Ochrona przyrody
- Rezerwat przyrody Wda – Trzebiocha
- Wdzydzki Park Krajobrazowy

## Komunikacja
Przez północną część gminy przebiega droga krajowa nr 20 ze Stargardu do Gdyni oraz droga wojewódzka nr 235 z Kornych do Chojnic.

## Sąsiednie gminy
Dziemiany, Kościerzyna, Parchowo, Sulęczyno, Studzienice

## Osoby związane z gminą Lipusz
- Franciszek Borzyszkowski
- Bolesław Jażdżewski